# Brocchinia acuminata
Espèce
Classification phylogénétique
Brocchinia acuminata est une espèce de plantes de la famille des Bromeliaceae, originaire de Colombie et du Venezuela.

## Distribution
L'espèce se rencontre du sud-est de la Colombie au sud du Venezuela.

## Description
L'espèce est épiphyte ou hémicryptophyte.